# Calesiodes punctigera
Calesiodes punctigera är en fjärilsart som beskrevs av Walter Karl Johann Roepke 1941. Calesiodes punctigera ingår i släktet Calesiodes och familjen nattflyn. Inga underarter finns listade i Catalogue of Life.